# Армагеддон-Попс
«Армагеддон-Попс» (1989) — альбом гурту «Гражданская Оборона». Всі пісні для альбому були складені в 1988 році Єгором Лєтовим . Як говорив сам Єгор Лєтов, пісню «Насекомые» він написав, перебуваючи під впливом шаманської ритуальною поетики північних народів, альбом «Ужас И Моральный Террор» під час прогулянок по уральським схилах, а пісню «Новая Правда» влітку 1988 у Києві в стані "крайнього озлоблення".

## Участники запису
- Єгор Летов — вокал, гітари, бас, ударні;
- Костянтин Рябінов — гітара (соло), сакс, бек-вокал;
- Сергій Зеленский — гітара, бас, бек-вокал;
- Аркадій Клімкін — ударні, бек-вокал;
- Янка Станіславівна — бек-вокал.

## Список композициій
Автор музики і слів Егор Летов. 
| #  | Назва                                         | Тривалість |
| -- | --------------------------------------------- | ---------- |
| 1. | «Винтовка — это праздник (Всё летит в пизду)» | 2:21       |
| 2. | «Армагеддон-попс»                             | 2:50       |
| 3. | «Как листовка»                                | 2:56       |
| 4. | «Ужас и моральный террор»                     | 1:32       |
| 5. | «Насекомые»                                   | 5:40       |
| 6. | «Каждому — своё»                              | 2:21       |
| 7. | «Превосходная песня»                          | 2:04       |
| 8. | «Новая правда»                                | 6:01       |
| 9. | «Энтропия»                                    | 4:45       |

| Бонус-треки при перевиданні 2007 року | Бонус-треки при перевиданні 2007 року | Бонус-треки при перевиданні 2007 року |
| #                                     | Назва                                 | Тривалість                            |
| ------------------------------------- | ------------------------------------- | ------------------------------------- |
| 10.                                   | «Праздник кончился»                   | 3:01                                  |
| 11.                                   | «Поезд ушёл»                          | 2:04                                  |
| 12.                                   | «Лоботомия»                           | 2:39                                  |
| 13.                                   | «Всё совсем не то»                    | 1:51                                  |
| 14.                                   | «Моя оборона»                         | 3:07                                  |
| 15.                                   | «Зомби»                               | 1:53                                  |
| 16.                                   | «Like a Rolling Stone»                | 2:09                                  |
| 17.                                   | «Поперёк»                             | 3:44                                  |
| 18.                                   | «Непонятная»                          | 2:55                                  |
| 19.                                   | «Мы будем умирать»                    | 1:13                                  |
| 20.                                   | «Всё как у людей»                     | 9:02                                  |